# Francisco Ros
Francisco Ros (ou Francisco Roiz), né en 1559 à Girona (Espagne) et décédé le 18 février 1624 à Cranganore (Inde) est un prêtre jésuite espagnol, missionnaire en Inde. Bon connaisseur du syriaque et du malayalam il fut évêque de Cranganore de 1600 à sa mort.

## Biographie

### Jeunesse et formation
Entré dans la province d’Aragon de la Compagnie de Jésus en mai 1575, Ros fait toute sa formation spirituelle et académique – noviciat, lettres, philosophie et théologie - en Espagne. Il y est ordonné prêtre en 1584.
Arrivé en Inde en 1584 il passe un an à étudier le malayalam (langue du Kerala) et le syriaque (langue liturgique des chrétiens du Kerala) avant de commencer son enseignement (1585) au séminaire de Vipicotta, dirigé par les Jésuites. Il y visite les paroisses chaldéennes syro-malabares et est un conseiller de  Mar Abraham, évêque métropolite chaldéen-catholique de l’Inde.

### Administrateur épiscopal
Ros participe au IIIème concile provincial de Goa de 1585 où sont passés, sans doute sous son influence, une dizaine de décrets concernant les chrétiens de saint Thomas. À la mort de Mar Abraham (1597) il est nommé administrateur du diocèse oriental par l’archevêque de Goa, Alexis de Menezes (pt). Cela crée un sérieux problème car l’archidiacre Georges de la Croix aurait dû être nommé, d’après une décision prise antérieurement (en 1579) par le Saint-Siège. Par compromis l’archidiacre assume les tâches d’administration, Mgr Ros étant un de ses deux conseillers.
Diplomate cultivé et bon linguiste Ros est envoyé auprès du Zamorin de Calicut (Kerala) par les autorités civiles de Goa pour en obtenir l’amitié’ en vue d’une expédition conjointe contre Kunhale, un pirate musulman qui dévaste les côtes du Kerala. En mars 1599 Kunhale et sa forteresse sont capturés par les Portugais.
Le synode provincial de Diamper (Udayamperur, Kerala) se tient du 20 au 26 juin 1599. Il est convoqué par l’archevêque de Goa, le même Alexis de Menezes, mais il semble clair que Francisco Ros en est l’animateur principal.

### Évêque d’Angamali
Sur recommandation de l’archevêque de Goa, Philippe II du Portugal nomme Ros comme évêque d’Angamali (1600), pour les chrétiens de saint Thomas. Il est consacré évêque le 28 janvier 1601 à Goa. Deux ans plus tard (1603) il organise un synode pour son diocèse qui est bien reçu par ses fidèles. Il obtient de Lisbonne et de Rome de ne plus dépendre de Goa. Son siège épiscopal, de suffragant, devient indépendant et métropolitain, rétablissant un antique siège épiscopal (Angamali). De plus il en déplace le siège à Cranganore. Tout cela ne se fait pas sans friction avec l’évêque de Cochin (en), un franciscain, qui y voit une menace pour sa juridiction propre sur les chrétiens de Saint-Thomas.
Ros soutient les méthodes d’évangélisation (l’adaptation’ – ou ‘accommodation’ -  religieuse et culturelle) de Roberto de Nobili, surtout lorsque ce missionnaire des brahmanes d’Inde du Sud est en difficulté auprès des autorités ecclésiastiques de Goa et de certains confrères jésuites. Finalement, aussi bien de Nobili que Ros seront approuvé par le pape Grégoire XV.
Ayant des problèmes de santé - à partir de 1608 il est presque aveugle – Ros demande un coadjuteur en 1607, mais il n’en obtient un, le jésuite Etienne de Brito, qu’en 1620 : celui-ci n’est consacré évêque qu’en septembre 1624, après la mort de Mgr Ros.

### Pasteur attentif et «latinisant»
Comme évêque Ros est un pasteur attentif aux besoins spirituel et pastoraux de ses fidèles, les chrétiens de saint-Thomas, dont il connait bien la langue, la culture et les coutumes. Théologiquement bien informé il est très sensible aux erreurs doctrinales, qu’il appelle ‘Nestorianisme’ dans un rapport envoyé à Rome en 1586, et au danger qu’elles représentent ; pour lui c’est le danger le plus important de son époque. Allié à une conception étroite de l’Église universelle (strictement 'catholique romaine') cela le conduit à une latinisation forcée de la liturgie et d’autres aspects de la vie chrétienne, surtout après le synode de Diamper, et une perte regrettable de documents syriaques, peut-être délibérément détruits.
Au début de 1624 alors que ses confrères jésuites souhaitaient le conduire à Cochin pour une meilleure attention médicale Ros demanda de rester à Cranganore. Sentant sa fin proche il souhaitait mourir auprès de ses fidèles. Il meurt le 18 février 1624. Dans une enveloppe scellée il avait indiqué le nom de l’administrateur qui prendrait sa place: l’archidiacre George de la Croix

## Écrits
- De erroribus Nestorianorum qui in hac India Orientali versantur, 1587 (édités par J. Castets et Irénée Hausherr), dans Orientalia Christiana, vol.11, 1928.
- Missale Syriano, Lisbonne, Ajuda, 52-VIII-4.
- Relação da cristiandade de S. Tomé, British Library, Marsden 9853.
- De Syrorum orientalium erroribus Auctore Francisco Ros S.I: A Latin-Syriac Treatise from Early Modern Malabar (1586), (édités par A. Mecherry SJ), dans Gorgias Eastern Christian Studies, 61 (New Jersey: Gorgias Press), 2021.